# Sleepy Hollow (película de 1999)
Sleepy Hollow (titulada: La leyenda del jinete sin cabeza en América Latina) es una película de terror gótico de 1999 dirigida por Tim Burton y protagonizada por Johnny Depp, basada en el relato de terror La leyenda de Sleepy Hollow de Washington Irving. El título significa oquedad soñolienta en inglés, un término utilizado como nombre de una municipalidad en varios lugares.
La película fue generalmente bien recibida por crítica y público. Recibió el premio Oscar a la mejor dirección artística del año 2000, y estuvo nominada en otras dos categorías: mejor vestuario y mejor dirección de fotografía.

## Sinopsis

Escudo de la Familia Van Garrett.

Estados Unidos, año 1799. El agente Ichabod Crane (Johnny Depp) pertenece a un cuerpo de policía de jurisdicción a nivel estatal y que tiende a ser un precursor ficticio de la Policía Estatal de Nueva York. Crane tras varias discrepancias con sus superiores por su afición a anteponer las ideas de la razón a los métodos criminológicos anticuados que se seguían empleando, es enviado por estos a la aldea Sleepy Hollow, un lugar aislado en el estado de Nueva York donde un asesino en serie decapita a sus víctimas, entre ellas un terrateniente con su hijo y una viuda relacionada con este. Al llegar allí, los aldeanos le cuentan la leyenda de un jinete sin cabeza que había sido en vida un mercenario hessiano durante la guerra de Independencia de Estados Unidos, que deambula por los alrededores y que es el culpable de los asesinatos. Para resolver el misterio, el agente de policía, que no cree en absoluto en la leyenda, contará con la ayuda del joven Masbath (Marc Pickering), un niño huérfano que quiere vengar la muerte de su padre. No obstante, conforme avanza la investigación, el agente Crane, que acabó agotando los métodos pioneros de la medicina forense, irá descubriendo una oscura y aterradora conspiración en torno a la leyenda del Jinete, que pondrá a prueba su fe y que le obligará a confrontar algunos fantasmas de su pasado.
El agente verá por sí mismo que el jinete es real, y que está a las órdenes de alguien que desea controlar la aldea, viéndose obligado a admitir que lo natural y lo sobrenatural rigen la vida como las dos caras de una misma moneda.

## Reparto
| Actor                         | Personaje               | Notas |
| ----------------------------- | ----------------------- | --- |
| Johnny Depp                   | Ichabod Crane           | Su creencia en los métodos de mejora de la justicia, la investigación de nuevas técnicas y procedimientos científicos son motivo de burla de sus superiores, que le envían a Sleepy Hollow para resolver el misterio del jinete sin cabeza.                       |
| Christina Ricci               | Katrina Anne Van Tassel | Hija de Baltus y única heredera de una de las familias más ricas del pueblo. |
| Marc Pickering                | Joven Masbath           | Huérfano que ve a Ichabod como una figura paterna después de que su padre es asesinado por el jinete y que le ayudará a investigar los asesinatos. |
| Sir Michael Gambon            | Baltus Van Tassel       | Padre de Katrina. Después de que Peter Van Garret fuera asesinado, él se coloca como el líder de la ciudad. |
| Miranda Richardson            | Lady Mary Van Tassel    | Segunda esposa de Baltus y madrastra de Katrina quien al final resulta ser una bruja vengativa y dueña del jinete. |
| Jeffrey Jones                 | Reverendo Steenwyck     | El reverendo del pueblo. |
| Casper Van Dien               | Brom Van Brunt          | Prometido de Katrina al que no le gusta la presencia de Ichabod. |
| Ian McDiarmid                 | Doctor Thomas Lancaster | Único médico y cirujano en la aldea. |
| Michael Gough                 | James Hardenbrook       | Banquero y notario que, posiblemente, sea el más antiguo de los ciudadanos en Sleepy Hollow. |
| Christopher Walken / Ray Park | Jinete sin cabeza       | Brutal y sádico mercenario hessiano enviado a Estados Unidos durante la guerra de Independencia de los Estados Unidos (1775-1783) que es asesinado. Su espíritu, por algún motivo desconocido, habita en Sleepy Hollow y es conocido como «el jinete sin cabeza». |
| Richard Griffiths             | Magistrado Philipse     | Juez de la aldea. |
| Christopher Lee               | Burgomaster             | Juez de Nueva York que envía a Ichabod Crane a investigar los crímenes de Sleepy Hollow. |
| Lisa Marie                    | Lady Crane              | Madre de Ichabod Crane. |
| Sam Fior                      | Ichabod niño            | En las pesadillas de Ichabod Crane de su infancia. |

## Argumento completo
En 1799, Ichabod Crane, un policía de la Ciudad de Nueva York, es enviado por sus superiores a una aldea al norte del Estado de Nueva York, a Sleepy Hollow, para investigar una serie de asesinatos en que las víctimas se han encontrado decapitadas: Peter van Garrett, Dirk van Garrett y Emily Whinship. 
Ichabod utiliza unas técnicas de investigación novedosas, aunque hasta ahora no probadas, tales como las huellas dactilares y las autopsias. Llega a Sleepy Hollow armado con su bolsa de herramientas científicas solo para ser informado por los ancianos de la ciudad de que el asesino no es de carne y hueso, sino más bien un guerrero de ultratumba sin cabeza que cabalga por la noche en un enorme corcel negro habiendo sido asesinado por unos soldados continentales estadounidenses que le daban caza.
Crane se instala en una habitación en la casa del hombre más rico de la aldea, Baltus Van Tassel, donde desarrolla una atracción y sentimientos especiales hacia su hija, la misteriosa Katrina, y ella hacia él. Ichabod comienza con su investigación ignorando los supuestos sobrenaturales, hasta que él mismo ve al Jinete sin Cabeza. 
Por las noches sufre pesadillas con los recuerdos que tiene de cuando era un niño (su padre torturó a su madre Lady Crane, hasta matarla). 
Profundizando en el misterio con la ayuda del huérfano joven Masbath, cuyo padre fue víctima del jinete, Crane descubre, en primer lugar que Emily Winship estaba embarazada cuando fue asesinada y después encuentra en el bosque occidental “el Árbol retorcido de los muertos” el punto donde se halla la tumba del Jinete, que a la vez es una entrada entre los dos mundos: el natural y el sobrenatural.
Ichabod observa que el cráneo del jinete no está, descubriendo que para que todo termine deberán devolver la cabeza robada del jinete, sin embargo descubre también que Van Garrett se casó en secreto con Winship e hizo testamento a favor de ella y del hijo que esperaba, firmando el padre del joven Masbath como testigo, conspirando contra ellos casi todos los importantes de la aldea, Ichabod deduce que quien controla al jinete es quien heredaría la fortuna si morían los herederos consignados en el testamento, es decir Baltus Van Tassel, primo de Van Garrett. 
Los asesinatos continúan hasta que se descubre la conspiración en torno al legado de los Van Garrett, el jinete entonces ataca al galope y todos se refugian en la iglesia desde donde intentan matarlo a tiros, mientras los más importantes del pueblo comienzan a delatarse y matarse entre sí y el jinete empala y decapita a Van Tassel, sin embargo se descubrirá que el jinete no era gobernado por Baltus y ni siquiera por Katrina sino por la madrastra de Katrina, Lady Van Tassel, tenida antes del incidente en la iglesia como una víctima más del jinete cuando es ella quien lo envía a cortar la cabeza de quienes se interponen en su plan de venganza, siendo Katrina la última víctima en sus planes.
La sed de venganza de Lady Van Tassel se remonta a su niñez, cuando la familia Van Garrett expulsó a su familia de sus tierras para acobijar a los Van Tassel, tras la muerte de sus padres y presenciar la muerte del jinete por los soldados continentales estadounidenses, ella le vendió su alma al diablo, para resucitar al jinete y ponerlo bajos sus órdenes, enviándolo a eliminar a todos los que interferían de cualquier modo en su plan para heredar toda la fortuna tanto a los Van Tassel como a los Van Garrett, como Jonathan Masbath, el magistrado Phillipse quien era uno de los importantes, la familia Killian quienes sabían de la verdad sobre el embarazo de Winship, Brom van Blunt que atacó obstinadamente al jinete sin ser objetivo de éste y que era rival de Ichabod por el afecto de Katrina, además de aterrorizar o chantajear a los hombres más importantes de la aldea.
A raíz de una pelea en el molino de viento y una persecución en diligencia por el bosque, Crane finalmente frustra los planes de Lady Van Tassel mediante la devolución del cráneo al jinete después de una refriega, justo a tiempo para que el jinete respetase la vida a Katrina.
El jinete, ya con su cráneo y su cabeza regenerada, se lleva en brazos a Lady Van Tassel, quien horrorizada ve cómo se dirige de nuevo al infierno junto a ella. 
Una vez terminado su trabajo en Sleepy Hollow, Crane regresa a Nueva York acompañado por Katrina y el joven Masbath donde los tres comenzarán una nueva vida, a tiempo para el nuevo siglo.

## Banda sonora
1. Introduction
2. Main Titles
3. Young Ichabod
4. The Story...
5. Masbath's Terrible Death
6. Sweet Dreams
7. A Gift
8. Into The Woods/The Witch
9. More Dreams
10. The Tree Of Death
11. Bad Dream/Tender Moment
12. Evil Eye
13. The Church Battle
14. Love Lost
15. The Windmill
16. The Chase
17. The Final Confrontation
18. A New Day!
19. End Credits